# David Grossman

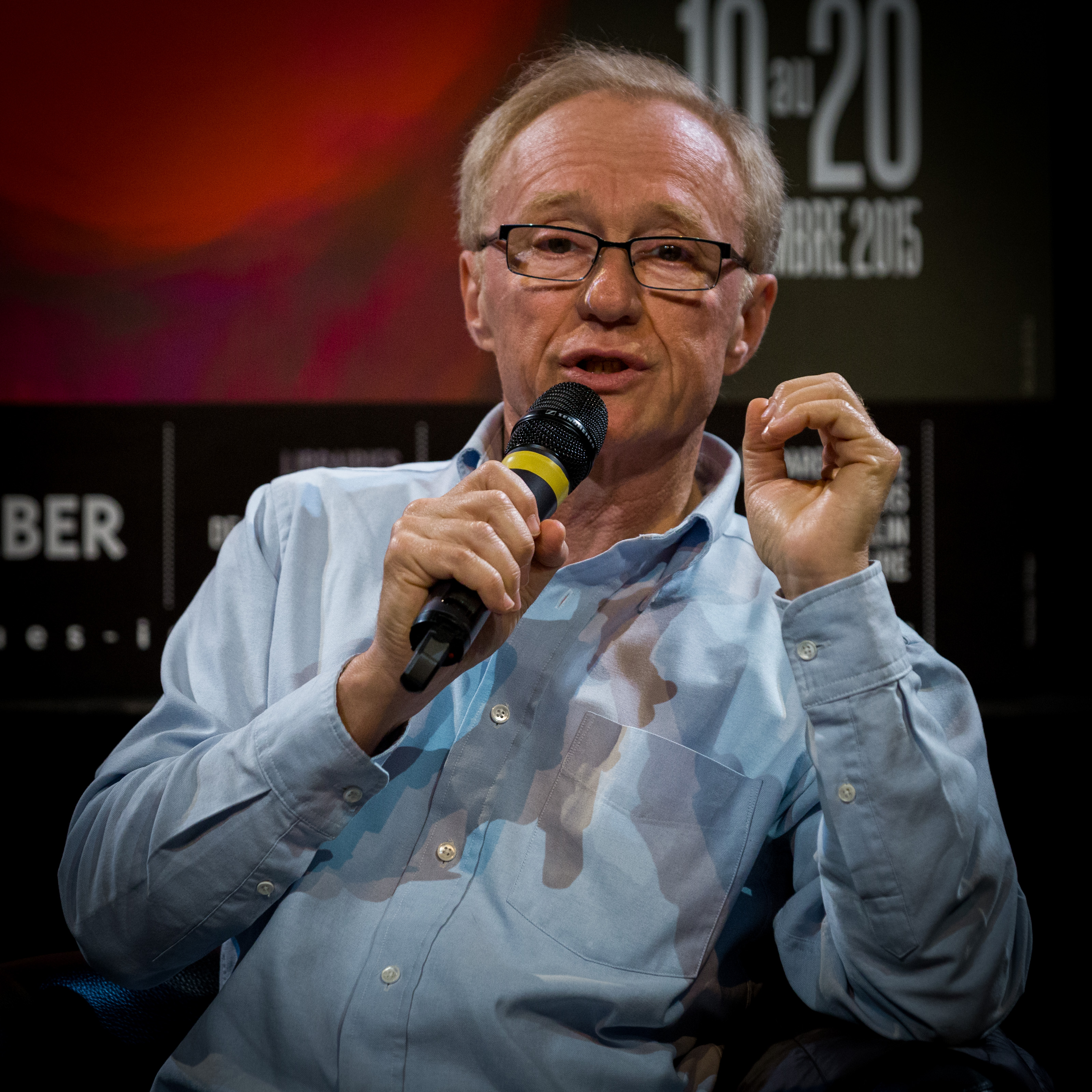
David Grossman (2015)

David Grossman (hebräisch דויד גרוסמן; * 25. Januar 1954 in Jerusalem) ist ein israelischer Schriftsteller und Friedensaktivist. Er ist Autor von Kinder- und Jugendbüchern, Romanen und Essays.

## Leben
David Grossmans Mutter Michaella wurde 1933 im britischen Mandatsgebiet Palästina geboren. Ihr Vater stammte aus Warschau, ihre Mutter aus Łódź. Grossmans Vater Yitzhak emigrierte 1936 im Alter von neun Jahren mit seinem Bruder und seiner zionistisch eingestellten Mutter, einer bereits in Polen verwitweten Frau, vom polnischen Dynów ins britische Mandatsgebiet. Sein Vater war ein Busfahrer beim städtischen Verkehrsbetrieb Hamekasher, seine Mutter, eine Hausfrau, verdiente etwas Geld mit kleinen Arbeiten.
Die Familie unterstützte die Arbeitspartei Mapai, sie teilte sich ein Haus mit 18 anderen Familien. Grossman sagt von sich, er sei in einem Klima der Anspannung und Vernichtungsangst aufgewachsen, die sich unter dem Eindruck des Sechstagekrieges, den er 1967 in Jerusalem erlebte, gelöst und in ihr Gegenteil – einem neuen Machtgefühl gegenüber den Besiegten – verkehrt habe. Nach dem Krieg orientierten sich seine Eltern zur politischen Rechten.
Grossman nahm in der Schule Arabischunterricht und las arabische Literatur. Er studierte Philosophie und Theater an der Hebräischen Universität in Jerusalem und leistete einen vierjährigen Militärdienst beim Nachrichtendienst. Im Rückblick sagt er von sich, er sei damals politisch nach rechts orientiert gewesen, woran auch die Haltung seiner Frau, die einer kommunistischen Familientradition verbunden war, nichts geändert habe, jedoch habe er seinen politischen Standpunkt einige Jahre vor dem Libanonkrieg revidiert. Er arbeitete als Korrespondent und Moderator für die israelische öffentlich-rechtliche Hörfunkanstalt Kol Israel, für den er schon als zehnjähriges Kind an Sendungen teilgenommen hatte. Zwischen 1970 und 1984 war er für eine populäre Kindersendung verantwortlich. Sein Jugendbuch Ein spätes Duell wurde hier zuerst als Hörspiel gesendet.
Nach dem Erscheinen seines Buches Der gelbe Wind, einem kritischen Bericht über die israelische Besatzung des Westjordanlandes, wurde er im November 1988 vom Radiosender entlassen, weil er sich weigerte, in der von ihm moderierten Morgensendung zu verschweigen, dass die Palästinenserführung unter Jassir Arafat einen eigenen Staat ausgerufen und das Zwei-Staaten-Prinzip und damit den Staat Israel anerkannt hatte. Grossman brachte den Fall vor Gerichte und seine Entlassung wurde in der Knesset behandelt, worauf ihn der Radiosender wieder einstellte. Während eines Sabbaticals, das er zum Schreiben eines seiner Romane nutzte, entschied er sich, nicht zum Radio zurückzukehren. Grossman beklagte die geringe Solidarität anderer Radiomitarbeiter.
Grossman ist als Friedensaktivist hervorgetreten. 1989 wurde er für sein Friedensengagement mit dem Mount Zion Award ausgezeichnet. In mehreren Büchern hat er sich kritisch zum Nahostkonflikt geäußert. Er gehört zu den Unterzeichnern der Genfer Friedensinitiative von 2003. Im August 2006 forderte er gemeinsam mit Abraham B. Jehoshua und Amos Oz von Israels Regierungschef Ehud Olmert ein sofortiges Ende der Kämpfe im Libanon. Wenige Tage später, am 12. August 2006, fiel Grossmans zweiter Sohn Uri im Südlibanon, als sein Panzer von einer Panzerabwehrrakete getroffen wurde. Nach dem Terrorangriff der Hamas auf Israel am 7. Oktober 2023 hielt er die Gedenkrede für die von der Hamas Ermordeten, Gefolterten und Verschleppten bei der Trauerfeier der Kibbuzbewegung am 16. November 2023. Ende Juli 2025 erklärte Grossman – „mit gebrochenem Herzen“ – Israel begehe einen Völkermord an den Palästinensern im Gazastreifen.
David Grossman lebt in Mewasseret Zion, einem Vorort Jerusalems. Er ist verheiratet und Vater dreier Kinder.

## Einzelne Werke

### Wohin du mich führst
Im mehrfach ausgezeichneten Jugendbuch Wohin du mich führst verwebt Grossman zwei Handlungsstränge miteinander. Die erste Geschichte erzählt von einem 16-jährigen Jungen namens Assaf, der einen Ferienjob in der Jerusalemer Stadtverwaltung hat. Eine seiner Aufgaben ist es, den Besitzer eines Hundes zu finden. Dieser Hund führt ihn zu verschiedenen Freunden der Besitzerin, die ihm Geschichten über diese erzählen. Allmählich entsteht bei ihm ein Bild von der Besitzerin. Im Mittelpunkt der zweiten Handlung steht die ebenfalls 16-jährige Tamar, die Besitzerin des Hundes. Sie ist, wie sich herausstellt, plötzlich mit ihrer Hündin untergetaucht, um ihrem drogenabhängigen Bruder zu helfen, der ein talentierter Musiker ist und im Heim eines skrupellosen Mäzens gefangen gehalten wird. Am Ende des Buches treffen sich die Protagonisten der beiden Stränge. Rezensenten lobten die phantasievoll entwickelten Charaktere des Buches und seine „stimmige Dramaturgie“.

### Löwenhonig
Löwenhonig. Der Mythos von Samson erschien 2005. Das Buch ist eine aus dem Geist einer „Chavrutah“ (einer Art jüdischem Bibel-Lesekreis) entstandene Deutung des Samson-Mythos aus dem Buch der Richter. Der Titel spielt auf die Lösung des Rätsels an, das Samson den Philistern aufgibt: „Was ist süßer als Honig? Was ist stärker als ein Löwe?“ (Ri 14,18 )
Grossmans Samson ist ein tragischer Held, ein jüdischer Sisyphos; Samsons göttliches Auserwähltsein wird als schicksalhaftes Stigma gedeutet. In einer einfühlenden, ebenso tiefenpsychologisch wie gegenwartskritisch argumentierenden Auseinandersetzung mit dem Helden Israels erwächst hier die These von Samson als dem mythischen Prototyp eines Selbstmordattentäters. Die Deutung des Mythos gerät zugleich zu einer Kritik der Politik des Staates Israel, dem Grossman ein „problematisches Verhältnis“ zur eigenen Macht unterstellt. Die Demonstration von Stärke, das Beantworten von Gewalt mit übermächtiger Gegengewalt sei „eindeutig ein ‚samsonsches‘ Handlungsmuster“.
Die Übertragung des Mythos auf die aktuelle Situation stieß teilweise auf Kritik. Die Analogie werde, so etwa die Jüdische Allgemeine, dem komplizierten Nahostkonflikt nicht gerecht.

### Die Kraft zur Korrektur
Der Essayband Die Kraft zur Korrektur enthält Beiträge Grossmans zur Politik und Literatur. So beschreibt er seine Faszination für die Texte von Scholem Alejchem, die ihm die untergegangene Kultur des osteuropäischen Schtetls nahegebracht hätten. Die Geschichten über Tewje, den Milchmann, und die anderen Bewohner einer galizischen Kleinstadt führten ihn in ein exotisches Land, in dem es nach „Sauerteig, Essig, Rauch“ roch. Schon als Kind habe sich seine Sicht auf diese literarischen Figuren jedoch geändert: „Als ich etwa neuneinhalb Jahre war, wurde mir mitten in der Trauerfeier am Gedenktag für die sechs Millionen Opfer der Shoah, mitten in einer jener unsensiblen, abgedroschenen hilflosen Zeremonien, mit einem Mal klar: Diese sechs Millionen, diese Ermordeten, diese Opfer, diese ‚Märtyrer der Shoah‘, wie man sie auch nannte – das waren meine Leute. Das waren Mottel, Tewje, Lili und Shimek.“
Zu den anderen Beiträgen des Buches zählen die Rede zur Eröffnung des Berliner Literaturfestivals 2007 und seine Ansprache anlässlich der Gedenkfeier für den Friedensnobelpreisträger und ehemaligen Ministerpräsidenten Jitzchak Rabin im November 2006. Hier forderte er Ehud Olmert auf, trotz der Terroraktion der Hamas auf die Palästinenser zuzugehen. In vielen Texten Grossmans schwingt deutlich Pessimismus mit: „Seht, was aus dem jungen, mutigen, enthusiastischen Staat geworden ist!“

### Eine Frau flieht vor einer Nachricht
Der in der deutschsprachigen Ausgabe über 700 Seiten umfassende Roman erzählt die Geschichte von Ora und ihren beiden Lebensgefährten Ilan und Avram, von denen sie jeweils einen Sohn hat. Die drei lernen sich 1967 während des Sechstagekrieges als jugendliche Patienten in einer Quarantänestation kennen. Der gemeinsame Lebensweg wird im Rückblick vor allem aus Oras Sicht erzählt.
Als sich ihr jüngster Sohn Ofer (dessen Vater Avram ist) freiwillig zu einem Militäreinsatz meldet, versucht sie die Kriegslogik zu durchbrechen: Sie verweigert die Mutterrolle und entzieht sich der Überbringung der befürchteten Todesnachricht, indem sie mit Avram zu einer mehrtägigen Wanderung durch die Gebirge Israels aufbricht.
Die Wanderung führt in doppeltem Sinn durch Israel – einerseits räumlich, andererseits aber auch durch die Zeitgeschichte, die beginnend mit dem Sechstagekrieg über den Jom-Kippur-Krieg bis zum Zeitpunkt der Erzählung führt. So wie sich überall am Wegesrand der Wanderung Zeichen und Denkmäler für die von militärischen Ereignissen geprägte Staatsgeschichte Israels finden, so finden sich in den Lebensgeschichten Oras, Avrams und Ilans immer wieder „Wegmarken“, welche die große Politik, die Kriege und die alltägliche Bedrohung im Leben des Einzelnen hinterlassen. Beispiele: das Kennenlernen während des Sechstagekriegs; der Jom-Kippur-Krieg, den Avram nur schwer traumatisiert überlebt; der Taxitransport eines kranken palästinensischen Kindes in ein illegales Krankenhaus; Erlebnisse während des Militärdienstes; die Furcht von Busfahrern vor Sprengstoffattentaten etc.
Ähnlich einer Wanderung versucht der Text sich in vielen Windungen und kleinen Schritten dem Leben der Protagonisten anzunähern. Detailreiche Beschreibungen und Beobachtungen entwerfen ein Psychogramm der Protagonisten, deren zerrissener und verworfener Lebensweg exemplarisch für die Geschichte und Situation Israels steht (sowohl des jüdischen wie des arabischen Bevölkerungsteils). Der Text endet ohne eine eindeutige Perspektive für die Beteiligten, jede von ihnen getroffene Entscheidung führt zu Verletzungen bei anderen Beteiligten, „Glück“ ist nicht erreichbar.
Noch während der Autor an diesem Werk arbeitete, starb sein Sohn bei einem israelischen Militäreinsatz im Libanon.

### Kommt ein Pferd in die Bar
2014 veröffentlichte Grossman in Israel den Roman Kommt ein Pferd in die Bar. Während das Buch bei seinem Erscheinen im Heimatland des Autors auf gemischte Kritik traf, wurde es im Frühjahr 2016 im deutschsprachigen Feuilleton sehr gelobt. Der zuvor für seine Feinfühligkeit gerühmte Autor stellt in seinem Werk den zynischen Unsympathen Dovele Grinstein in den Mittelpunkt, der an seinem 57. Geburtstag ein letztes Mal als Comedian in Netanja auftritt. Seinem Publikum, darunter Jugendfreunde, bleibt das Lachen im Hals stecken, als er sich als labiler Mensch und Komiker wider Willen entpuppt, der seine traumatischen Kindheitserinnerungen und die Holocaust-Erlebnisse seiner Familie in der Show zum Thema macht. In den Kleinstadtsaal rage alles hinein, was Israel an ungelösten Problemen quäle, so Martin Ebel lobend im Februar 2016 in seiner Kritik für Die Welt. Marie Luise Knott (Neue Zürcher Zeitung) entdeckte neue Töne in Kommt ein Pferd in die Bar und bemerkte, dass der Text bei bisherigen Bewunderern von Grossman in Israel als sehr „gewalttätig“ aufgenommen worden sei. Bisherige Kritiker wiederum hätten Grossman dafür gelobt, dass seine „Sprache die Gewaltverhältnisse im Land“ endlich widerspiegle.
2017 wurde die englischsprachige Übersetzung A Horse Walks Into a Bar von Jessica Cohen mit dem Man Booker International Prize ausgezeichnet. Es war das erste Mal, dass ein Buch eines israelischen Autors den Preis gewann.

## Buchausgaben (auf Deutsch)
- Das Lächeln des Lammes. Roman (Originaltitel: Ḥiyyûḵ hag-gedî, übersetzt von Judith Brüll). Hanser, München 1988, ISBN 3-446-14595-8.
- Der gelbe Wind. Die israelisch-palästinensische Tragödie (Originaltitel: haz-Zeman haṣ-ṣāhov, übersetzt von Jürgen Benz). Kindler, München 1988, ISBN 3-463-40102-9.
- „Momik, das bin auch ich“. Hanser, München 1990, ISBN 3-446-99041-0 (= Bogen, Band 33).
- Ein spätes Duell. Carlsen, Hamburg 1990, ISBN 3-551-55043-3.
- Joram wünscht sich was. 2 Geschichten. Carlsen, Hamburg 1990, ISBN 3-551-55029-8.
- Joram schreibt einen Brief. 2 Geschichten. Carlsen, Hamburg 1991, ISBN 3-551-55036-0.
- Stichwort: Liebe. Roman (Originaltitel: ʿAyênʿērek: ahavā, übersetzt von Judith Brüll). Hanser, München 1991, ISBN 3-446-14596-6.
- Der geteilte Israeli. Über den Zwang, den Nachbarn nicht zu verstehen. Hanser, München, Wien 1992, ISBN 3-446-17064-2.
- Der Kindheitserfinder. Roman. Hanser, München 1994.
- Zickzackkind. Roman. Hanser, München 1996 (übersetzt von Vera Loos und Naomi Nir-Bleimling).
- Joram und der Zauberhut. Gutenachtgeschichten. Hanser, München 1998.
- Sei du mir das Messer. Roman. Hanser, München 1999 (übersetzt von Vera Loos und Naomi Nir-Bleimling).
- Eine offene Rechnung. Hanser, München 2000.
- Wohin du mich führst. Roman. Hanser, München 2001 (übersetzt von Vera Loos und Naomi Nir-Bleimling).
- Diesen Krieg kann keiner gewinnen. Chronik eines angekündigten Friedens. Hanser, München 2003 (übersetzt von Vera Loos und Naomi Nir-Bleimling).
- Das Gedächtnis der Haut. Roman. Hanser, München 2004 (übersetzt von Vera Loos und Naomi Nir-Bleimling).
- Löwenhonig. Der Mythos von Samson. Berlin Verlag, Berlin 2006 (übersetzt von Vera Loos und Naomi Nir-Bleimling).
- Die Kraft zur Korrektur. Über Politik und Literatur. Hanser, München 2008, ISBN 978-3-446-20998-5 (übersetzt von Vera Loos und Naomi Nir-Bleimling).
- Eine Frau flieht vor einer Nachricht. Roman. Übersetzt von Anne Birkenhauer. Hanser, München 2009, ISBN 978-3-446-23397-3.[19]
- Die Umarmung. Mit Zeichnungen von Michal Rovner, übersetzt von Michael Krüger. Hanser, München 2012, ISBN 978-3-446-23855-8.
- Aus der Zeit fallen. Übersetzt von Anne Birkenhauer. Hanser, München 2013, ISBN 978-3-446-24126-8.
- Kommt ein Pferd in die Bar. Übersetzt von Anne Birkenhauer. Hanser, München 2016, ISBN 978-3-446-25050-5.
- Giraffe und dann ab ins Bett!. Übersetzt von Anne Birkenhauer und Mirjam Pressler. Hanser, München 2018, ISBN 978-3-446-26053-5.
- Was Nina wusste. Übersetzt von Anne Birkenhauer. Hanser, München 2020, ISBN 978-3-446-26752-7.
- Opa, warum hast du Falten? Übersetzt von Anne Birkenhauer. Illustrationen von Ninamasina. Hanser, München 2023, ISBN 978-3-446-27599-7.
- Frieden ist die einzige Option. Übersetzt aus dem Hebräischen von Anne Birkenhauer, Helene Seidler. Hanser, München 2024, ISBN 978-3-446-28156-1.

## Auszeichnungen
- 1984: Preis des Premierministers für Hebräische Literatur[20]
- 1989: Mount Zion Award[21]
- 1991: Nelly-Sachs-Preis
- 1996: Premio Mondello[22]
- 2001: Buxtehuder Bulle für Wohin du mich führst
- 2002: Jugendbuchpreis der Jury der jungen Leser für Wohin du mich führst
- 2002: Manès-Sperber-Preis
- 2004: Wingate Literary Prize
- 2007: Premio Ischia Internazionale di Giornalismo
- 2007: EMET-Preis
- 2008: Geschwister-Scholl-Preis für Die Kraft zur Korrektur
- 2010: Albatros-Literaturpreis der Günter-Grass-Stiftung Bremen für seinen Roman Eine Frau flieht vor einer Nachricht[23] gemeinsam mit der Übersetzerin Anne Birkenhauer
- 2010: Friedenspreis des Deutschen Buchhandels für sein Eintreten für den israelisch-palästinensischen Dialog[24]
- 2011: Wingate Literary Prize (erneut) für To the End of the Land
- 2011: Prix Médicis étranger für Une femme fuyant l’annonce
- 2012: Grand Prix de l’Héroïne Madame Figaro für Une femme fuyant l’annonce
- 2017: Mitglied der American Academy of Arts and Sciences
- 2017: Man Booker International Prize für A Horse Walks Into a Bar
- 2018: Israel-Preis
- 2018: Preis für Verständigung und Toleranz des Förderkreises des Jüdischen Museums Berlin (zusammen mit Susanne Klatten)
- 2020: Würth-Preis für Europäische Literatur
- 2021: Berman Literaturpreis[25]
- 2021: Großes Bundesverdienstkreuz[26]
- 2022: Erasmuspreis
- 2024: Heinrich-Heine-Preis[27]
- 2024: Marion-Dönhoff-Preis[28]
- 2024: Ehrenpreis des österreichischen Buchhandels für Toleranz in Denken und Handeln[29]